# Scotopteryx nigra
Scotopteryx nigra är en fjärilsart som beskrevs av Turati 1923. Scotopteryx nigra ingår i släktet backmätare, och familjen mätare. Inga underarter finns listade.